# Abingworth
Abingworth – osada w Anglii, w hrabstwie West Sussex. Leży 15,4 km od miasta Horsham, 27 km od miasta Chichester i 68,3 km od Londynu. W 2016 miejscowość liczyła 671 mieszkańców.